# Bammental
Bammental è un comune tedesco di 6 395 abitanti, situato nel land del Baden-Württemberg.